# 七重塔
七重塔（しちじゅうのとう）は、仏塔の形式の一つ。層塔と呼ばれる楼閣形式の仏塔のうち、七重の屋根を持つものを指す。日本では、近世までに建造された大型木造七重塔で現存するものは無い。

## 概要

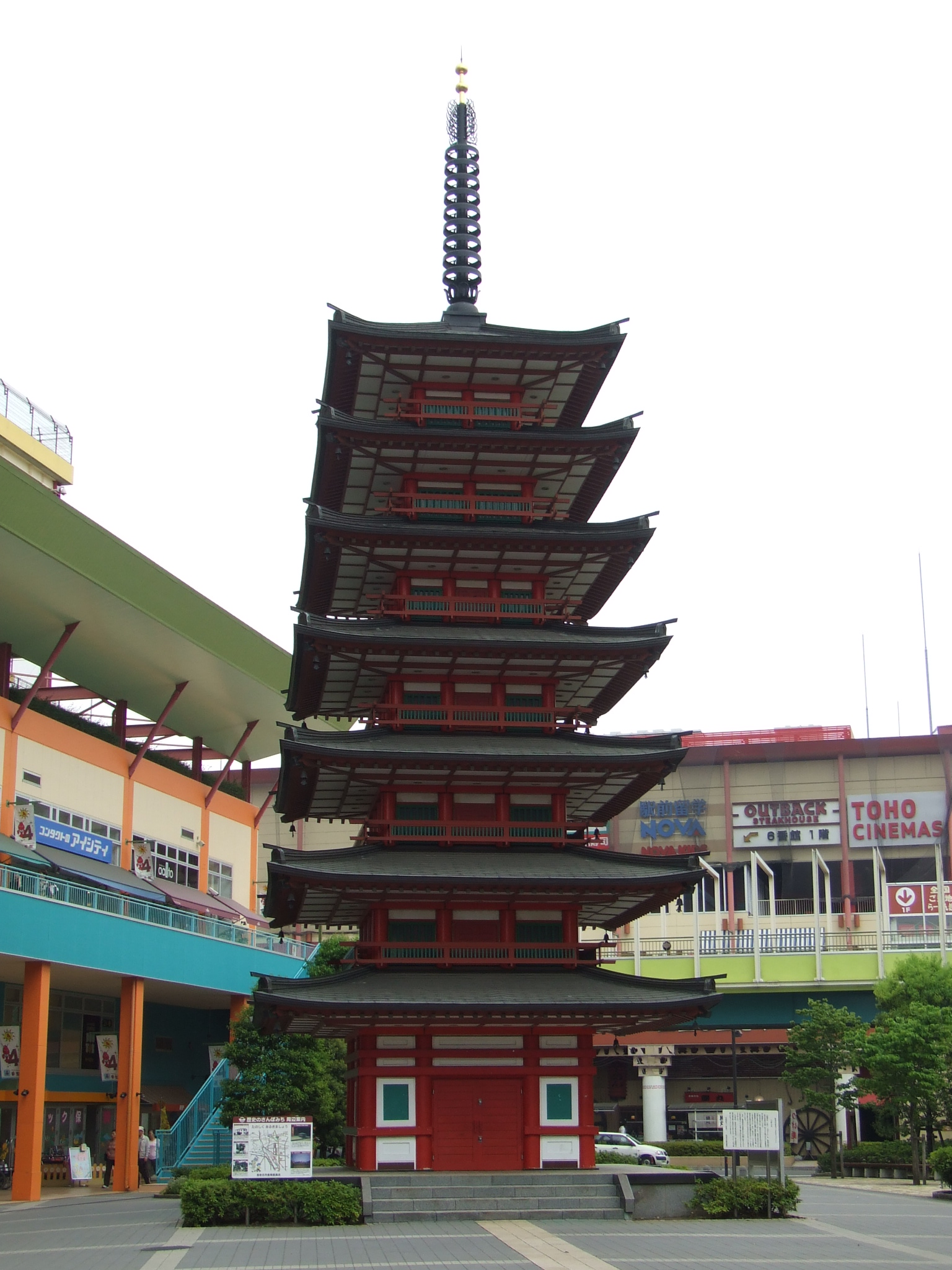
神奈川県海老名中央公園内に復元された相模国分寺の七重塔

仏塔の意味や位置づけ等は、五重塔の項を参照のこと。
日本では、聖武天皇の勅命により各地に国分寺が設置された際に、寺院とともに七重塔の建設が進められた。このため武蔵国分寺、阿波国分寺、讃岐国分寺など各地の国分寺の遺構には、七重塔の基壇を含むものもある。東大寺においては、東塔、西塔の二本の七重塔が建設された。平安時代においては道鏡により由義寺（大阪府八尾市）に七重塔が、鎌倉時代には東大寺東塔の再建が、室町時代には足利義満により相国寺（京都市）に七重塔（高さ36丈（約109 m））が、また、金閣寺付近には北山大塔が建設されたが、いずれも落雷や兵火により焼失した（なお、金閣寺の北山大塔は義満の命令で焼失した相国寺の七重大塔を移転再建したもので、義満の死後に金閣寺の北山大塔が焼失すると、今度は足利義持の意向で相国寺の元の場所で七重大塔が再建されたという経緯があるため、両者は同じ塔と言える）。

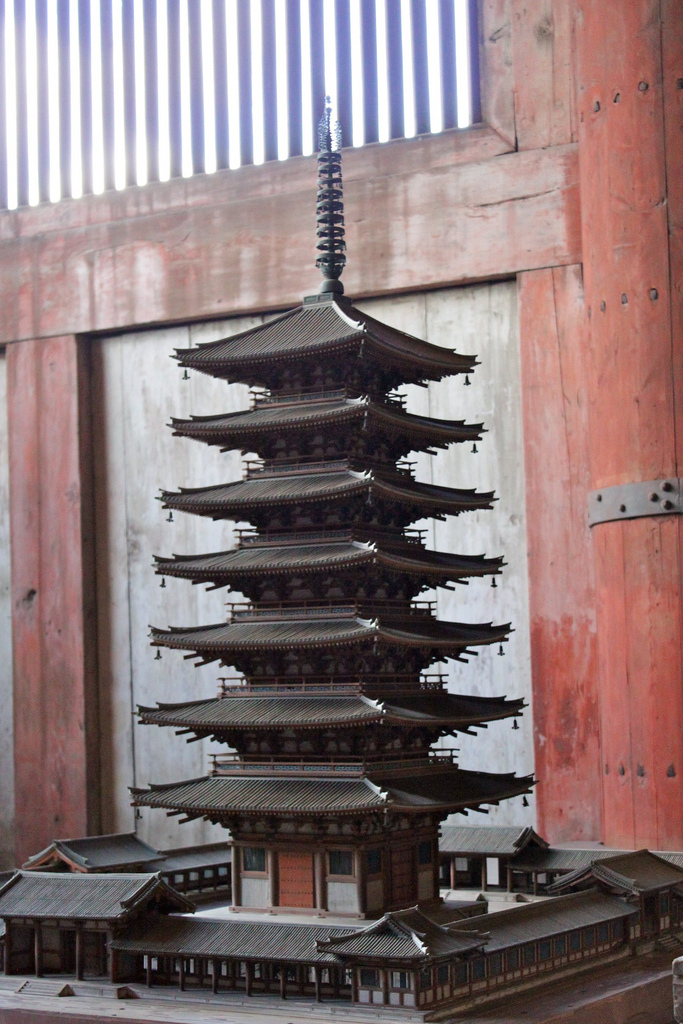
東大寺七重塔模型
讃岐国分寺石造復元模型
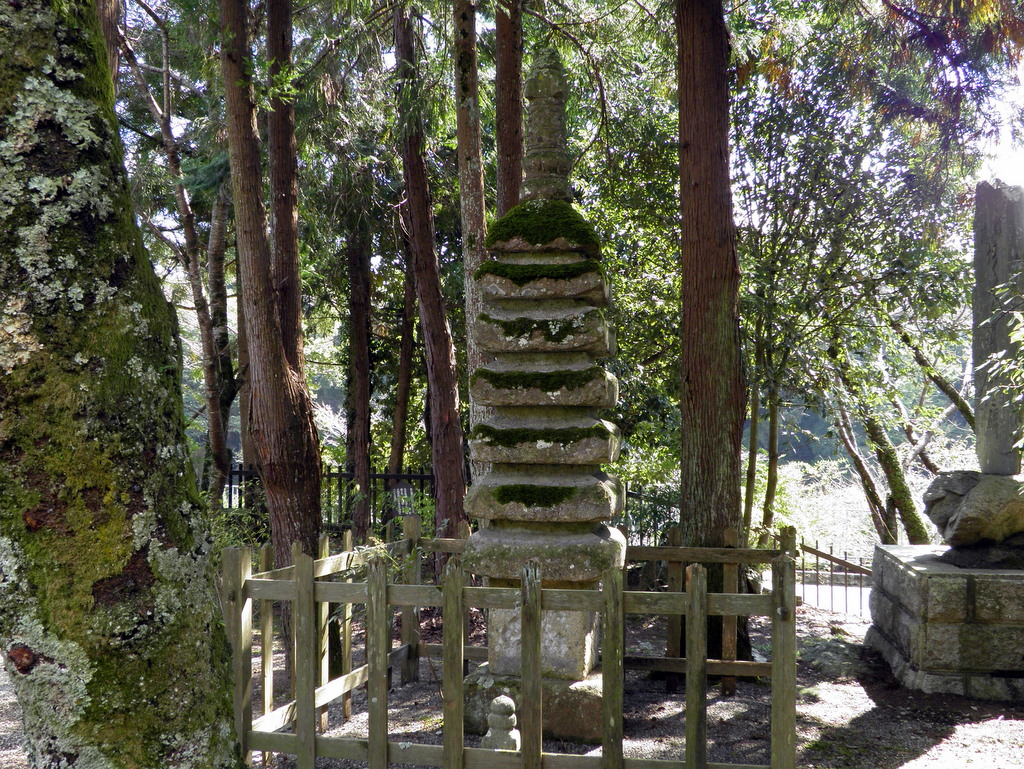
奈良・栄山寺石造七重塔（鎌倉時代、重要文化財）

## 東大寺七重塔の復元

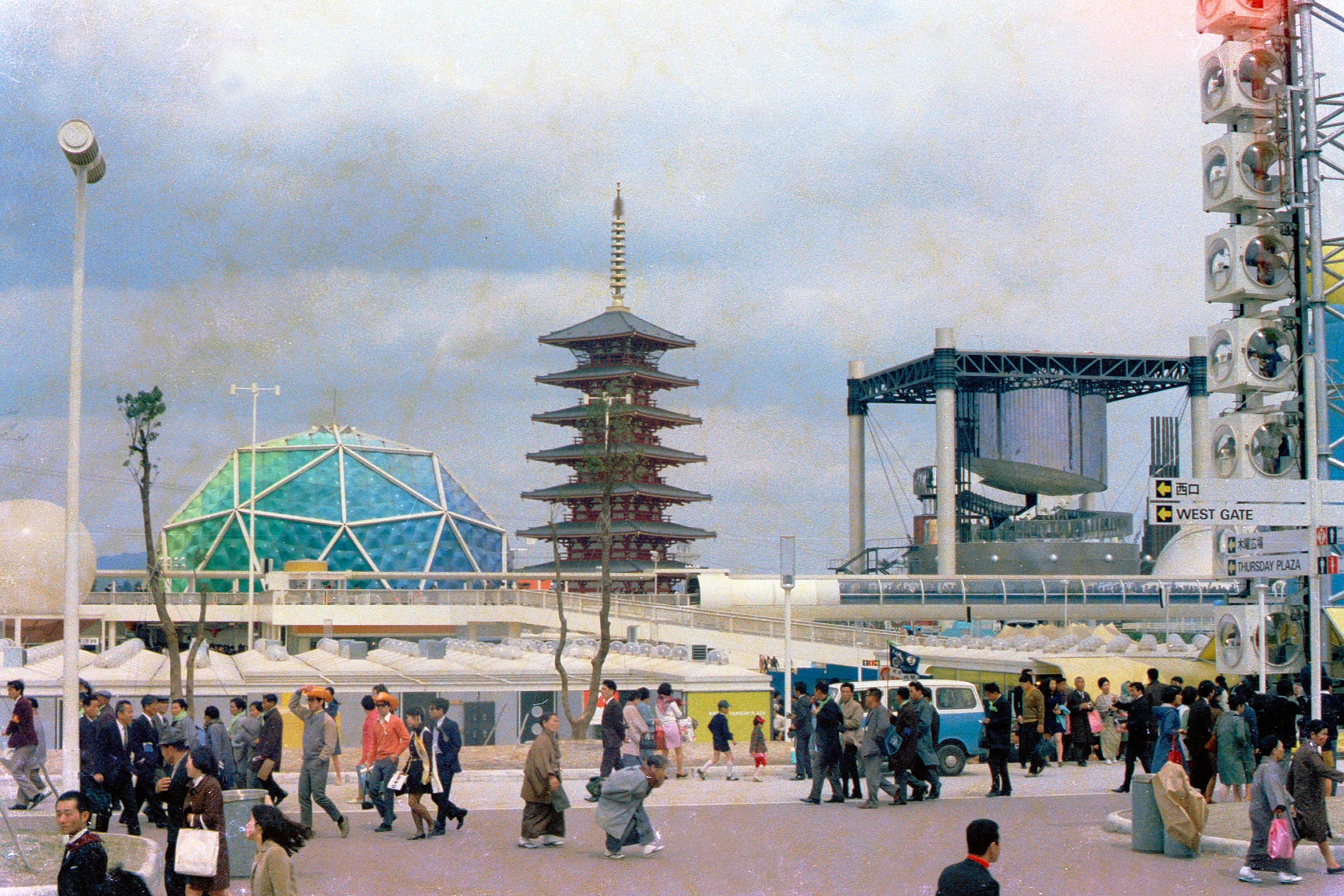
中央の七重塔が古河パビリオン

日本万国博覧会の古河パビリオンは、東大寺七重塔を再現したものであった。このパビリオンは、博覧会終了後に取り壊されたのち、塔先端部の相輪だけが東大寺大仏殿の東側に移されている。
東大寺では、創建当初の伽藍復元に向けた整備基本構想があり、構成要素の一つである東塔の再現も視野に含まれているが、実際に建設する可否や時期等は発掘調査が進んでから具体化される見込みである。